# Самойлов, Николай Александрович (граф)
Граф  Николай Александрович Самойлов (1800 — 23 июля 1842) — последний представитель графского рода Самойловых, капитан лейб-гвардии Преображенского полка, который за красоту и беспутство носил в обществе прозвище «русский Алкивиад». Первый муж графини Юлии Самойловой.

## Биография
Сын генерал-прокурора Александра Николаевича Самойлова (1744—1814) от брака его с княжной Екатериной Сергеевной Трубецкой (1763—1830); брат графини С. А. Бобринской, внучатый племянник князя Потёмкина. Получил домашнее образование. 
В 1815 году переведён из 4-й конно-артиллерийской роты в лейб-гвардии Преображенский полк. В 1817 году участвовал в посольстве генерала А. П. Ермолова в Персию и состоял при нём адъютантом. С 1821 года флигель-адъютант императора. Его имя фигурировало в деле декабристов (упоминался в показаниях Н. М. Муравьева), но по высочайшему повелению оно было оттуда вычеркнуто.
25 января 1825 года с благословения государя женился на одной из самых богатых наследниц России — графини Юлии Пален. Брак, заключенный по настоянию родителей, был очень «светским» и очень неудачным. Прожив вместе год с небольшим, в 1827 году супруги разъехались, и Самойлов вернул приданое. Выданные им векселя были опротестованы дедом жены, графом Джулио Литта. 
Последующие годы ссоры супругов были постоянным предметом разговоров, слухов и сплетен, молва их то мирила, то разводила, однако примирения не произошло. В 1834 году Юлия Самойлова оставила мужа и уехала за границу и ещё дважды выходила замуж.
21 июня 1827 году Самойлов вышел в отставку в чине полковника. Жил то в Москве, то в своем богатом имении Смеле, иногда на зиму ездил в Киев, в Харьков и в Одессу. Он кутил и растрачивал состояние, как замечал А. Я. Булгаков, «пробухал почти полмиллиона и продал три тысячи душ, его всегда можно встретить в обществе людей, слывущих за игроков».

Скончался в Петербурге скоропостижно от удара в 1842 году и был похоронен на кладбище Александро-Невской лавры. Был последним представителем своего рода, детей не имел, и с его смертью род пресекся. По словам современника, известный по всей России граф Самойлов был:
Красавец лицом, отлично сложенный, превосходный стрелок, танцор, искусный во всех телесных упражнениях, он был героем дня во всех аристократических салонах. При всех своих превосходствах граф Самойлов вовсе не был Дон-Жуаном. Он предпочитал холостые кутежи в обществе дам полусвета. Память об этой личности сохранилась навсегда у тех, кто однажды его видел.

## Упоминания Пушкиным
Николай Александрович Самойлов упоминается в энциклопедии «Пушкин и его окружение». Поэт, согласно сохранившемуся письму, поздравлял Самойлова со слухами о примирении с женой, а также упоминает о нём во 2-й главе «Путешествия в Арзрум»:

Оружие тифлисское дорого ценится на всём Востоке. Граф Самойлов и В., прослывшие здесь богатырями, обыкновенно пробовали свои новые шашки, с одного маху перерубая надвое барана или отсекая голову быку.